# Peter Mayhew
Peter Mayhew (Londra, 19 maggio 1944 – Boyd, 30 aprile 2019) è stato un attore britannico con cittadinanza statunitense.
È noto per aver interpretato il personaggio di Chewbecca nella saga di Guerre stellari, per il quale ha vinto il premio alla carriera agli MTV Movie Awards del 1997. Era alto 2,21 m: l'altezza era dovuta alla sindrome di Marfan.

## Biografia

### Chewbecca

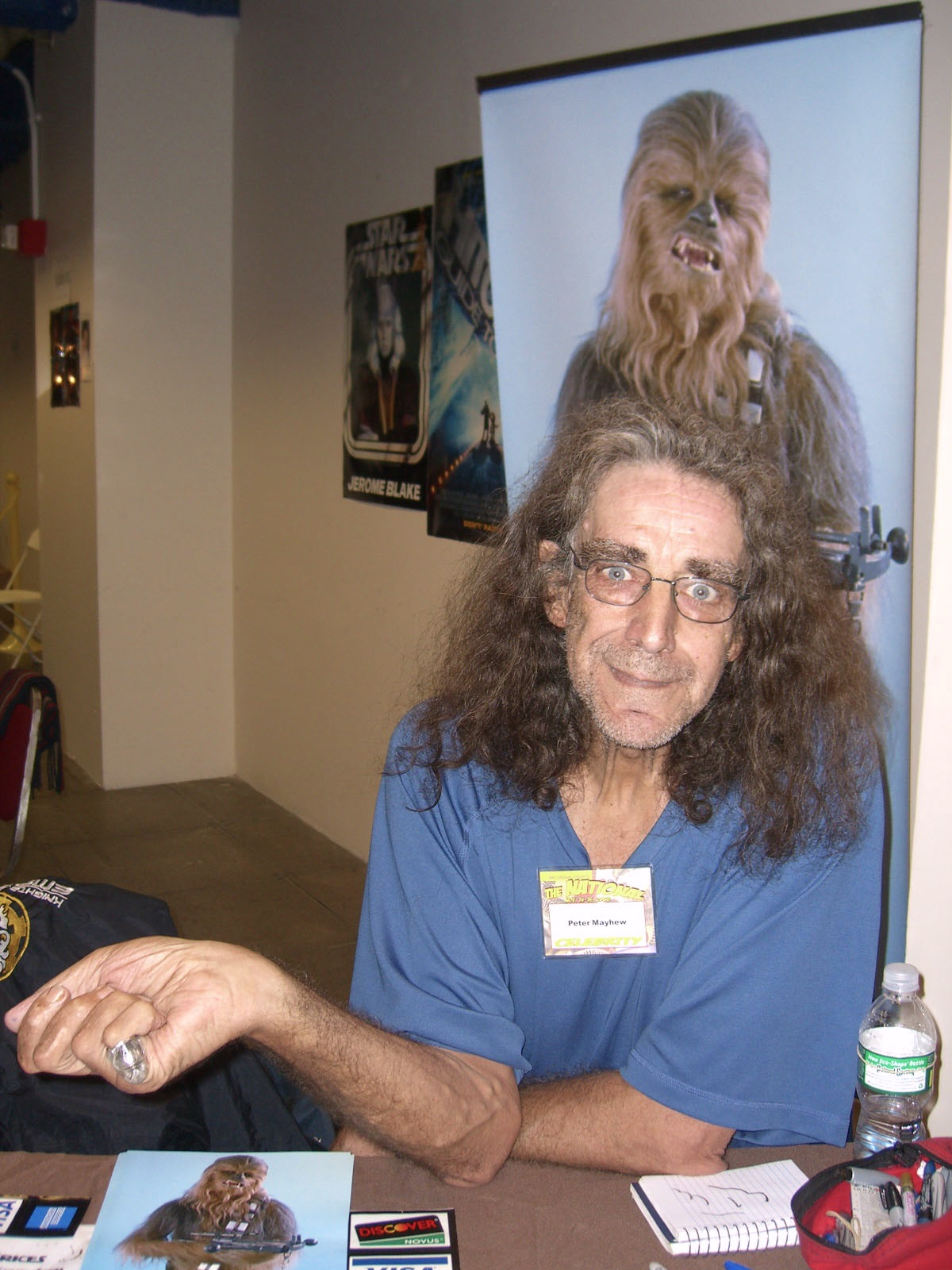
Mayhew alla Big Apple Con, il 14 novembre 2008, seduto di fronte all'immagine del suo ruolo più famoso, lo Wookiee Chewbecca.

Mentre era impegnato nella ricerca del cast per il primo film di Guerre stellari, George Lucas si rese conto di aver bisogno di un attore molto alto per il personaggio del peloso alieno Chewbecca. Inizialmente pensò di far interpretare il ruolo al bodybuilder David Prowse, che però scelse di interpretare Dart Fener. Ciò portò Lucas a scovare Mayhew, il quale raccontò a posteriori che per ottenere la parte gli bastò stare in piedi davanti a Lucas. Era alto 2,21 metri.
Dopo essere stato scritturato per il ruolo, Mayhew studiò i movimenti di molti animali in uno zoo per cercare di dare un autentico senso del movimento a Chewbecca. La sua interpretazione fu talmente specifica e apprezzata che, quando Mayhew si ammalò durante le riprese de L'impero colpisce ancora e dovette essere rimpiazzato da un altro attore, il sostituto non fu in grado di replicare la mimica e le movenze di Mayhew e le scene dovettero essere rigirate una volta ristabilitosi. Mayhew non fornì la voce a Chewbecca; sebbene recitasse le battute del copione, la voce del personaggio, un unico lamentoso barrito, fu aggiunta in post-produzione dal tecnico del suono Ben Burtt, e mixata insieme a versi di svariati animali.
Mayhew interpretò il ruolo di Chewbecca in diversi film della serie di Star Wars: la trilogia originale (Guerre stellari, L'Impero colpisce ancora e Il ritorno dello Jedi), il terzo capitolo prequel Star Wars - Episodio III - La vendetta dei Sith e il primo capitolo della trilogia sequel, iniziata con Il risveglio della Forza. In Gli ultimi Jedi, secondo capitolo della trilogia, a causa dell'aggravamento delle sue condizioni di salute Mayhew non vestì i panni di Chewbecca, ma venne comunque inserito nei crediti come "consulente". Joonas Suotamo, che già si era diviso il ruolo di Chewbecca con Mayhew per Il risveglio della Forza, prese definitivamente il suo posto nel costume dello Wookiee.. Mayhew recitò nel ruolo anche in occasione dello speciale televisivo del 1978 The Star Wars Holiday Special e in un cameo al Muppet Show, senza contare le numerose partecipazioni ad eventi di beneficenza. 
È morto il 30 aprile 2019 a 74 anni nella sua casa in Texas per un infarto.

## Filmografia

### Cinema
- Guerre stellari (Star Wars), regia di George Lucas (1977)
- Simbad e l'occhio della tigre (Simbad and the Eye of the tiger), regia di Sam Wanamaker (1977)
- Delirium House - La casa del delirio (Terror), regia di Norman J. Warren (1978)
- L'Impero colpisce ancora (The Empire Strikes Back), regia di Irvin Kershner (1980)
- Il ritorno dello Jedi (Return of the Jedi), regia di Richard Marquand (1983)
- Comic Book: The Movie, regia di Mark Hamill (2004)
- Star Wars - Episodio III - La vendetta dei Sith (Star Wars: Episode III - Revenge of the Sith), regia di George Lucas (2005)
- Yesterday Was a Lie, regia di James Kerwin (2008)
- Star Wars - Il risveglio della Forza (Star Wars: The Force Awakens), regia di J. J. Abrams (2015)
- Killer Ink, regia di Lewis Leslie (2016)

### Televisione
- The Star Wars Holiday Special - film TV, regia di Steve Binder e David Acomba (1978)
- Hazell - serie TV, 1 episodio (1979)
- Muppet Show - serie TV, 1 episodio (1980)
- Dark Towers - serie TV, 5 episodi (1981)
- Glee - serie TV, 1 episodio (2011)
- Breaking In - serie TV, 1 episodio (2012)

### Cortometraggi
- Return of the Ewok (1982)

### Doppiatore
- Dragon Ball GT: L'ultima battaglia - film TV (1997)
- Star Wars: The Clone Wars - serie animata, episodio 3x22 (2011)